# Ōmagari (stacja kolejowa w Daisen)

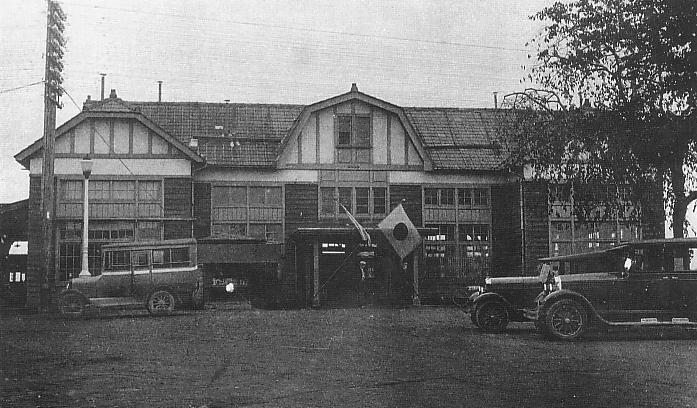
Wygląd budynku w erze Taisho

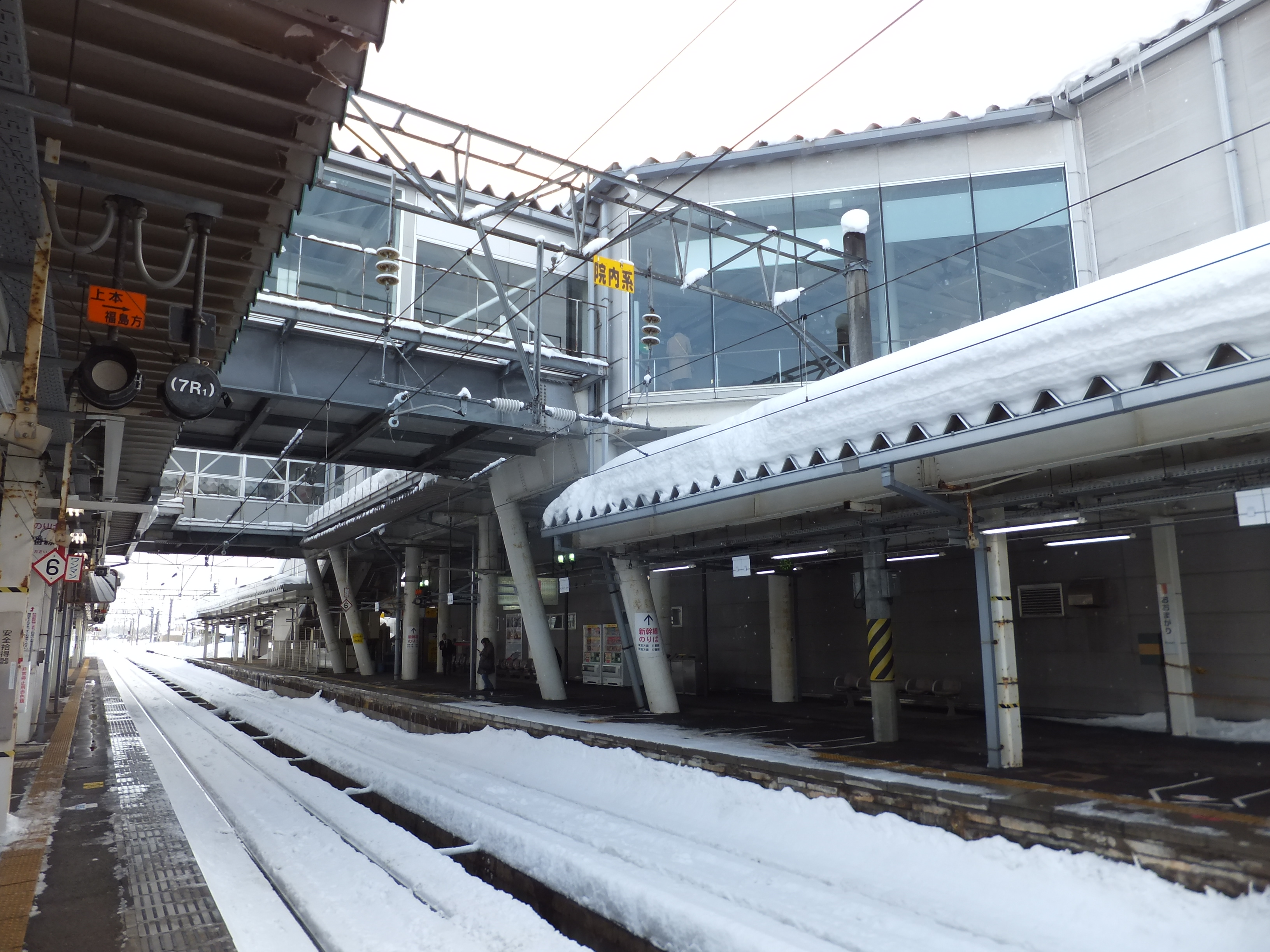
Peron drugi

Ōmagari (jap. 大曲駅 Ōmagari-eki) – stacja kolejowa w Daisen w prefekturze Akita.

## Położenie
Stacja położona jest na osiedlu Ōmagari-Tōrimachi, w centrum miasta.

## Linie kolejowe
Stacja znajduje się na linie Akita Shinkansen i Ōu-honsen. Jest to też stacja początkowa linii Tazawako-sen.

## Historia
Powstała 21 grudnia 1904.